# Mr. Mugwump and the Baby
Mr. Mugwump and the Baby è un cortometraggio muto del 1910 diretto da Frank Wilson.

## Trama
Una nurse, dopo aver affidato a Mr. Mugwump un bambino, sparisce. Lui, allora, si mette a cercarla.

## Produzione
Il film fu prodotto dalla Hepworth.

## Distribuzione
Distribuito dalla Hepworth, il film - un cortometraggio di 144,78 metri - uscì nelle sale cinematografiche britanniche nel giugno 1910.
Si conoscono pochi dati del film che, prodotto dalla Hepworth, fu distrutto nel 1924 dallo stesso produttore, Cecil M. Hepworth. Fallito, in gravissime difficoltà finanziarie, il produttore pensò in questo modo di poter almeno recuperare il nitrato d'argento della pellicola.